# Жапышев, Рысбай
Рысба́й Жапы́шев (кирг. Рысбай Жапышев; род. 16 июня 1933, село Будалык, Алай-Гулчинский район) — старший чабан колхоза «Октябрь» Алайского района Ошской области, Киргизская ССР. Лауреат Государственной премии СССР (1985). Герой Социалистического Труда (1986). Делегат 1-го Курултая согласия.

## Биография
Родился в 1933 году в крестьянской семье в селе Будалык. С 1948 года — пастух, помощник чабана. С 1960 года возглавлял бригаду чабанов. В 1966 году вступил в КПСС.
В 1985 году был удостоен Государственной премии СССР «за увеличение производства высококачественной продукции животноводства на основе эффективного использования достижений науки, передовой практики и новых форм организации труда».
В 1986 году бригада Рысбая Жапышева вырастила 127 ягнят от 100 овцематок и настригла в среднем по 5,2 килограмма шерсти с каждой овцы. Указом Президиума Верховного Совета СССР от 7 июля 1986 года удостоен звания Героя Социалистического Труда с вручением ордена Ленина и золотой медали «Серп и Молот».
В 1976 году избирался членом ЦК Компартии Киргизии и в 2010 году — делегатом 1-го Курултая согласия от Алайского района Ошской области.
Награды
- Орден Ленина
- Орден Октябрьской Революции
- Орден Трудового Красного Знамени